# Olympische Sommerspiele 2024/Gewichtheben – Superschwergewicht (Männer)
Das Gewichtheben der Männer in der Klasse über 102 kg (Superschwergewicht) bei den Olympischen Sommerspielen 2024 in Paris fand am 10. August 2024 in der Arena Paris Sud 6 statt. Titelverteidiger im Superschwergewicht ist der Georgier Lascha Talachadse, der in Tokio mit einer Zweikampfleistung von 488 kg gewann. Damals wurde der Wettkampf im Schwergewicht als Klasse über 109 kg ausgetragen. Durch die Reduzierung der Gewichtsklassen von sieben auf fünf bei den Männern zu den Spielen in Paris wurde das minimale Körpergewicht im Superschwergewicht auf 102 kg abgesenkt. Talachadse konnte sich im Wettkampf mit einer Zweikampfleistung von 470 kg seine dritte olympische Goldmedaille sichern.

## Titelträger
| Olympische Spiele 2020         | Lascha Talachadse | 488 kg * | Tokio     |
| Weltmeisterschaften 2023       | Lascha Talachadse | 473 kg * | Riad      |
| Afrikameisterschaften 2024     | Bouamr Bilal      | 337 kg * | Ismailia  |
| Panamerikameisterschaften 2024 | Rafael Cerro      | 393 kg * | Caracas   |
| Asienmeisterschaften 2024      | Man Asaad         | 444 kg * | Taschkent |
| Europameisterschaften 2024     | Warasdat Lalajan  | 455 kg * | Sofia     |
| Ozeanienmeisterschaften 2024   | David Liti        | 413 kg * | Auckland  |

## Rekorde

### Bestehende Rekorde
Vor Beginn der Olympischen Spiele waren folgende Rekorde gültig:
| Weltrekord         | Reißen    | Lascha Talachadse | 225 kg | Taschkent | 17. Dezember 2021 |
| Weltrekord         | Stoßen    | Lascha Talachadse | 267 kg | Taschkent | 17. Dezember 2021 |
| Weltrekord         | Zweikampf | Lascha Talachadse | 492 kg | Taschkent | 17. Dezember 2021 |
|                    |           |                   |        |           |                   |
| Olympischer Rekord | Reißen    | Lascha Talachadse | 223 kg | Tokio     | 4. August 2021    |
| Olympischer Rekord | Stoßen    | Lascha Talachadse | 265 kg | Tokio     | 4. August 2021    |
| Olympischer Rekord | Zweikampf | Lascha Talachadse | 488 kg | Tokio     | 4. August 2021    |

### Neue Rekorde
| Junioren-Weltrekord | Reißen    | Ali Ammar Rubaiawi | 200 kg | Paris | 10. August 2024 |
| Junioren-Weltrekord | Zweikampf | Ali Ammar Rubaiawi | 437 kg | Paris | 10. August 2024 |

## Qualifikation
Die zehn höchstplatzierten Athleten der Qualifikationsrangliste erhielten einen Quotenplatz. Dabei war nur ein Athlet pro Land zu berücksichtigen. Pro Geschlecht durften jedoch nur maximal drei Sportler eines NOKs über drei Gewichtsklassen verteilt eingesetzt werden. Zudem war ein Quotenplatz für denjenigen kontinentalen Verband vorgesehen, dessen Athleten sich nicht über die Qualifikationsrangliste einen Startplatz sichern konnten. Dabei erhielt der höchstplatzierte teilnahmeberechtigte Athlet dieses kontinentalen Verbandes den Quotenplatz. Um teilnahmeberechtigt zu sein, mussten die Athleten an den Weltmeisterschaften 2023, dem IWF World Cup 2024 und an mindestens drei weiteren Qualifikationsturnieren teilnehmen.

## Endergebnis
| Rang | Athlet               | Nation     | Kgw. | Reißen (kg) | Reißen (kg) | Reißen (kg) | Reißen (kg) | Stoßen (kg) | Stoßen (kg) | Stoßen (kg) | Stoßen (kg) | Zweikampf |
| Rang | Athlet               | Nation     | Kgw. | 1           | 2           | 3           | Gesamt      | 1           | 2           | 3           | Gesamt      | Zweikampf |
| ---- | -------------------- | ---------- | ---- | ----------- | ----------- | ----------- | ----------- | ----------- | ----------- | ----------- | ----------- | --------- |
| 1    | Lascha Talachadse    | Georgien   |      | 210         | 215         | 220         | 215         | 247         | 255         | —           | 255         | 470       |
| 2    | Warasdat Lalajan     | Armenien   |      | 210         | 215         | 218         | 215         | 247         | 252         | 256         | 252         | 467       |
| 3    | Gor Minasjan         | Bahrain    |      | 210         | 216         | 220         | 216         | 245         | 255         | 255         | 245         | 461       |
| 4    | Ali Davoudi          | Iran       |      | 200         | 201         | 205         | 205         | 242         | 257         | 257         | 242         | 447       |
| 5    | Man Asaad            | Syrien     |      | 191         | 197         | 201         | 197         | 235         | 241         | 253         | 241         | 438       |
| 6    | Ali Ammar Rubaiawi   | Irak       |      | 195         | 195         | 200         | 200         | 230         | 237         | 247         | 237         | 437       |
| 7    | Abdelrahman El-Sayed | Ägypten    |      | 178         | 183         | 190         | 183         | 225         | 233         | 233         | 233         | 416       |
| 8    | David Liti           | Neuseeland |      | 178         | 182         | 184         | 184         | 224         | 231         | 235         | 231         | 415       |
| 9    | Mart Seim            | Estland    |      | 175         | 180         | 183         | 180         | 220         | 237         | 237         | 220         | 400       |
| 10   | Eishiro Murakami     | Japan      |      | 170         | 180         | 180         | 180         | 200         | 220         | 230         | 220         | 400       |
| 11   | Kamil Kučera         | Tschechien |      | 100         | 110         | —           | 110         | 120         | 140         | —           | 140         | 250       |
| —    | Walid Bidani         | Algerien   |      | 190         | 190         | —           | —           | —           | —           | —           | —           | DNF       |